# Glena cribrataria
Glena cribrataria là một loài bướm đêm trong họ Geometridae.